# Jair Pereira (brazylijski piłkarz)
Jair Pereira, właśc. Jair Pereira da Silva (ur. 25 maja 1946 w Rio de Janeiro) – brazylijski piłkarz, grający na pozycji pomocnika, trener piłkarski.

## Kariera piłkarska

### Kariera klubowa
W 1966 rozpoczął karierę piłkarską w Madureira. Potem występował w klubach CR Flamengo, Bonsucesso, Olaria, Santa Cruz, CR Vasco da Gama i Bangu AC, gdzie zakończył karierę w 1978 roku.

## Kariera trenerska
Karierę szkoleniowca rozpoczął w 1981 roku. Trenował kluby Campo Grande, Ponte Preta, Paysandu SC, America-RJ, Asz-Szabab, Al-Jazira, Cruzeiro EC, Corinthians Paulista, Botafogo, Atlético Mineiro, SE Palmeiras, CR Flamengo, Cruzeiro EC, Atlético Madrid, CR Vasco da Gama, Fluminense FC, Bragantino, Athletico Paranaense, EC Bahia, Cerro Porteño, Coritiba, América Mineiro, Sport, Avaí FC, Ceará, Fortaleza, Cabofriense, Mesquita i Itumbiara.
Również od 1983 do 1987 z przerwami prowadził młodzieżową reprezentację Brazylii.

## Sukcesy i odznaczenia

### Sukcesy piłkarskie
Flamengo
- zdobywca Trofeo Mohammed IV: 1968
- zdobywca Troféu Restelo: 1968

Santa Cruz
- mistrz Campeonato Pernambucano: 1973

Vasco da Gama
- mistrz Campeonato Brasileiro Série A: 1974
- mistrz Campeonato Carioca: 1977
- zdobywca Taça Guanabara: 1976,1977
- zdobywca Taça Oscar Whight da Silva: 1974
- zdobywca Taça Danilo Leal Carneiro: 1976
- zdobywca Taça Manoel do Nascimento Vargas Netto: 1977
- mistrz Torneio Governador Heleno Nunes: 1976
- mistrz Torneio Imprensa de Santa Catarina: 1977

### Sukcesy trenerskie
Campo Grande
- mistrz Campeonato Brasileiro Serie B: 1982

Paysandu
- mistrz Campeonato Paraense: 1982

Brazylia U-20
- mistrz Ameryki Południowej U-20: 1983
- mistrz świata U-20: 1983

Corinthians Paulista
- mistrz Campeonato Paulista: 1988

Atlético Mineiro
- mistrz Campeonato Mineiro: 1989, 1991

Flamengo
- zdobywca Copa do Brasil: 1990
- zdobywca Marlboro Cup: 1990
- zdobywca Sharp Cup: 1990
- zdobywca Taça Associação dos Cronistas Esportivos de Sergipe: 1990
- mistrz Torneio Quadrangular de Varginha: 1990

Cruzeiro
- mistrz Campeonato Mineiro: 1987
- zdobywca Supercopa Libertadores: 1992

Vasco da Gama
- mistrz Campeonato Carioca: 1994
- mistrz Torneo de Palma: 1995
- zdobywca Taça Guanabara: 1994

Atlético Madrid
- zdobywca Copa del Rey: 1992
- zdobywca Trofeo Villa de Madrid: 1992
- zdobywca Trofeo Cuidad de La Linea: 1992

Bahia
- zdobywca Copa Internacional Renner: 1997

America-MG
- zdobywca Copa Sul-Minas: 2000
- mistrz Campeonato Mineiro: 2001

Fortaleza
- mistrz Campeonato Cearense: 2005